# 大高重治
大髙 重治（おおたか しげじ、1908年12月19日 - 2002年12月31日）は、日本のグラフィックデザイナー。写真家の大髙明は長男。

## 来歴
1908年、深川の薪炭問屋の次男として誕生。尋常小学校卒業後、叔父が経営する千代田区神田の「三陽堂図案房」に丁稚奉公に入って製版や版下製作を学んだ。
奥山儀八郎（木版画家）らと共に、ニッカウヰスキーのデザインを一貫して手がけた。1930年代後半、勤務していた印刷会社に大日本果汁（ニッカの前身）から飲料のラベル図案制作の受注があったのが、縁の始まり。1940年に発売されたニッカウヰスキー第1号のポスターも、大髙が担当することに至った。ヒゲの「キング・オブ・ブレンダーズ」（1965年）を始め、作品のデザインとレタリング（文字書き）は、すべて手書きだったといわれる。1961年にニッカの竹鶴政孝会長の妻・リタが亡くなった際には、会長から直接依頼を受けて碑文（墓碑の英文字）を手書きした。烏口、雲形定規、筆、コンパス、泥絵の具などを用いた技法で、生涯、助手も弟子も持たなかったという。
1952年、国分寺市にアトリエと住居を構えた。
67歳でクリスチャンになり、いのちのことば社信仰書の装丁も手がけた。

## 作品
ニッカ以外では、以下のようなものがある。
- のりたま（丸美屋食品工業〉の初代パッケージデザイン（1960年）[10]。
- 「こどものバイエル」の表紙（全音楽譜出版）[7]
- 日本酒「松竹梅」（宝酒造）のラベル[7]
- 焼酎「大和桜」のラベル（76歳の時に制作）[7]
- 「ヤマタ醤油」ポスター[4]